# El tinent otomà
El tinent otomà (turc: Osmanlı Subayı) és una pel·lícula bèl·lica de drama romàntic dirigida per Joseph Ruben i escrita per Jeff Stockwell. La pel·lícula és protagonitzada per Michiel Huisman, Hera Hilmar, Josh Hartnett i Ben Kingsley. La pel·lícula es va estrenar àmpliament el 10 de març de 2017. S'ha doblat al català.
La pel·lícula es va estrenar al voltant del període de la pel·lícula La promesa, una pel·lícula que representa el genocidi armeni. Les similituds percebudes entre les pel·lícules van donar lloc a acusacions que El tinent otomà existia per negar el genocidi armeni.

## Sinopsi
El tinent otomà és una història d'amor entre una infermera americana idealista, la Lillie, i un oficial turc durant la Primera Guerra Mundial. La Lillie viatja primer a Istanbul abans de ser escortada per l'Ismail a la regió al voltant de la ciutat de Van.